# 2. česká fotbalová liga 2011/2012
Sezóna 2011/12 2. ligy byla 19. sezónou v samostatné české fotbalové lize. Do ročníku 2011/12 postoupil z ČFL tým FK Bohemians Praha a z MSFL klub SFC Opava. Z nejvyšší soutěže naopak sestoupily týmy FC Zbrojovka Brno (15. místo) a FK Ústí nad Labem (16. místo). Soutěž se tradičně dělila na podzimní část a jarní část (na podzim se hrálo 16 kol, na jaře 14). Z tohoto ročníku sestoupila mužstva FK Fotbal Třinec a AC Sparta Praha B. Naopak do Gambrinus ligy se po šesti sezonách vrátila FC Vysočina Jihlava. První postupové místo si sice zajistil klub FK Ústí nad Labem, ale poté, co klub opakovaně nesplnil licenční podmínky svazu pro prvoligové stadiony, byl postup nabídnut Sokolovu, ten jej však odmítl a tak se druhým postupujícím stal klub FC Zbrojovka Brno (návrat po jednosezonní pauze).

## Konečná tabulka
| Poř. | Tým                 | Z  | V  | R  | P  | VG | OG | B  |
| ---- | ------------------- | -- | -- | -- | -- | -- | -- | -- |
| 1.   | FK Ústí nad Labem   | 30 | 19 | 4  | 7  | 52 | 35 | 61 |
| 2.   | FC Vysočina Jihlava | 30 | 16 | 7  | 7  | 45 | 29 | 55 |
| 3.   | FK Baník Sokolov    | 30 | 15 | 7  | 8  | 43 | 31 | 52 |
| 4.   | FC Zbrojovka Brno   | 30 | 13 | 10 | 7  | 37 | 29 | 49 |
| 5.   | FK Bohemians Praha  | 30 | 14 | 6  | 10 | 43 | 31 | 48 |
| 6.   | MFK OKD Karviná     | 30 | 12 | 7  | 11 | 36 | 35 | 43 |
| 7.   | FK Varnsdorf        | 30 | 10 | 12 | 8  | 33 | 34 | 42 |
| 8.   | SFC Opava           | 30 | 11 | 8  | 11 | 46 | 36 | 41 |
| 9.   | FK Baník Most       | 30 | 11 | 5  | 14 | 31 | 44 | 38 |
| 10.  | FC Graffin Vlašim   | 30 | 9  | 9  | 12 | 36 | 38 | 36 |
| 11.  | FC Tescoma Zlín     | 30 | 9  | 9  | 12 | 28 | 36 | 36 |
| 12.  | 1. SC Znojmo        | 30 | 8  | 10 | 12 | 28 | 35 | 34 |
| 13.  | FK Čáslav           | 30 | 8  | 10 | 12 | 27 | 39 | 34 |
| 14.  | FC MAS Táborsko     | 30 | 10 | 4  | 16 | 37 | 51 | 34 |
| 15.  | FK Fotbal Třinec    | 30 | 7  | 9  | 14 | 31 | 41 | 30 |
| 16.  | AC Sparta Praha „B“ | 30 | 8  | 3  | 19 | 37 | 46 | 27 |

|  | Postup do Gambrinus ligy 2012/13 |
|  | Sestup do ČFL 2012/13            |
|  | Sestup do MSFL 2012/13           |

Poznámky:
- Z = odehrané zápasy; V = vítězství; R = remízy; P = prohry; VG = vstřelené góly; OG = obdržené góly; B = body

## Soupisky mužstev

### FK Ústí nad Labem
Vilém Fendrich (2/0/0),
Radim Novák (28/0/11) –
Ladislav Benčík (15/0),
Jaroslav Benda (4/0),
David Brunclík (15/4),
Petr Dragoun (19/1),
Lukáš Dvořák (11/0),
Pavel Džuban (25/0),
Radek Gulajev (7/1),
Michal Hanich (1/0),
Martin Holek (29/7),
Alois Hyčka (8/0),
David Jablonský (21/1),
Patrik Lácha (12/1),
Jan Martykán (26/7),
Pavel Moulis (26/5),
Jan Peterka (16/1),
Ezequiel Horacio Rosendo (9/1),
Michal Valenta (20/2),
David Vaněček (11/2),
Richard Veverka (26/7),
Radomír Vlk (10/0),
Zdeněk Volek (14/7),
Milan Zachariáš (22/5),
Michal Zeman (1984) (23/0),
Michal Zeman (1992) (1/0) –
trenér Svatopluk Habanec

### FC Vysočina Jihlava
Jaromír Blažek (13/0/7),
Maksims Uvarenko (17/0/8) –
Martin Bača (3/1),
Tomáš Cihlář (3/0),
Petr Dolejš (10/1),
Filip Dort (4/0),
Petr Filip (2/0),
Vittorio Da Silva Gabriel (18/1),
Petar Gavrić (17/0),
Jan Halama (19/1),
David Helísek (10/0),
Marek Jungr (20/5),
Plumb Jusufi (1/0),
Karol Karlík (23/3),
Jan Kliment (1/0),
Martin Komárek (21/0),
Jan Kosak (6/0),
Peter Krutý (4/0),
Tomáš Kučera (26/1),
Muris Mešanović (26/6),
Igor Obert (12/1),
Tomáš Sedláček (27/7),
Jan Šilinger (17/0),
Stanislav Tecl (28/11),
Petr Tlustý (25/0),
David Vacek (1/0),
Lukáš Vaculík (24/3),
Stanislav Velický (25/3),
Michal Veselý (11/0) –
trenér Roman Pivarník
- Poznámka: Josef Dvorník z FK Baník Sokolov si v sokolovském zápase s Vysočinou vstřelil vlastní gól[1]

### FC Zbrojovka Brno
Tomáš Bureš (9/0/1),
Martin Doležal I (21/0/9) –
Jaroslav Borák (8/0),
Petr Buchta (16/0),
Radek Buchta (17/0),
Martin Doležal II (29/6),
Tomáš Došek (14/0),
Lamine Fall (13/0),
Jan Hromek (21/3),
Dani Chigou (12/3),
David Jukl (1/0),
Martin Kasálek (13/0),
Václav Koloušek (20/1),
Miroslav Král (14/1),
Milan Lutonský (14/1),
Pavel Mezlík (10/2),
Lukáš Michna (12/0),
David Pašek (26/1),
Luděk Pernica (17/0),
Zdeněk Polák (10/1),
Uglješa Radinović (2/0),
Michal Sedláček (19/3),
Dominik Simerský (16/1),
Martin Sus (2/0),
Rostislav Šamánek (14/2),
Petr Šíma (6/0),
Josip Šoljić (13/0),
Petr Švancara (28/9),
Václav Tomeček (8/1),
Stanislav Vávra (1/0),
Ivo Zbožínek (12/1) –
trenéři René Wagner (1.–10. kolo), Róbert Kafka (11.–16. kolo) a Petr Čuhel (17.–30. kolo), asistenti Marek Zúbek (1.–16. kolo), Petr Maléř (17.–30. kolo) a Josef Hron (1.–30. kolo)
- Poznámka: Martin Horáček z FK Bohemians Praha / Střížkov si v brněnském zápase se Zbrojovkou vstřelil vlastní gól[2]

### MFK OKD Karviná
Jakub Kafka (8/0/1),
Lukáš Paleček (23/0/6) –
Lukáš Bartošák (29/1),
Olin Bartozel (17/0),
René Bolf (21/1),
Elvist Ciku (29/5),
Václav Cverna (18/0),
Ondřej Ficek (10/0),
Michal Gonda (18/3),
Josef Hoffmann (27/0),
Tomáš Hrtánek (23/2),
Tomáš Chovanec (7/0),
Tomáš Jursa (28/8),
Václav Juřena (6/0),
Tomáš Knötig (18/0),
Zdeněk Látal (4/0),
Jakub Legierski (1/0),
Vladan Milosavljev (15/2),
Vladimír Mišinský (24/8),
Martin Motyčka (22/1),
Peter Mráz (16/0),
Jiří Perůtka (1/0),
Antonín Presl (17/0),
David Puškáč (4/0),
Srđan Savić (8/0),
Ibrahim Škahić (1/0),
Admir Vladavić (10/2),
Pavel Vrána (12/1) –
trenéři Karel Kula (1.–20. kolo) a Marek Kalivoda (21.–30. kolo), asistenti Marek Kalivoda (1.–20. kolo) a Radomír Korytář (21.–30. kolo)

### Slezský FC Opava
Josef Květon (14/0/6),
Martin Blaha (16/0/3),
Otakar Novák (1/0/0) –
Tomáš Binar (4/1),
Petr Cigánek (13/2),
Vladimír Coufal (13/1),
Marcel Cudrák (1/0),
Vladimír Čáp (11/0),
Ondřej Ficek (10/0),
René Formánek (13/0),
Michal Furik (1/0),
Milan Halaška (29/9),
Luboš Horka (12/0),
Matěj Hrabina (17/0),
Lukáš Křeček (26/6),
David Mikula (11/0),
Tomáš Mrázek (16/4),
Martin Neubert (20/0),
Zdeněk Partyš (26/3),
Petr Pomp (5/0),
Tomas Radzinevičius (27/10),
Michal Riška (12/0),
Lumír Sedláček (24/5),
Jan Schaffartzik (24/2),
Jakub Swiech (2/0),
Martin Uvíra (13/0),
Michal Vyskočil (10/1),
Robin Wirth (19/0),
Václav Zapletal (13/1),
Dušan Žmolík (11/1) –
trenér Josef Mazura, asistenti Jan Pejša a Michal Kosmál

### FC Tescoma Zlín
Stanislav Dostál (13/0/6),
Aleš Kořínek (17/0/5) –
Martin Bača (18/1),
Aleš Besta (6/0),
Radim Bublák (8/0),
Jiří Dobeš (9/0),
Roman Dobeš (27/3),
Pavel Elšík (17/0),
Tomáš Hájek (17/0),
Lukáš Holík (6/1),
Jan Jelínek (18/0),
Jakub Jugas (27/0),
Lubomír Kubica (26/2),
Petr Kurtin (2/0),
Jakub Linek (2/0),
Michal Malý (28/2),
Lukáš Motal (22/2),
Jaromír Paciorek (9/0),
Lukáš Pazdera (11/0),
Tomáš Polách (19/1),
Tomáš Poznar (29/8),
Lukáš Salachna (9/0),
Michal Šrom (9/2),
Šimon Šumbera (4/1),
Petr Švach (24/0),
Nemanja Zlatković (2/0),
Lukáš Železník (27/5) –
trenér Alois Skácel

### 1. SC Znojmo
Vlastimil Hrubý (30/0/9) –
Muamer Avdić (14/0),
Tomáš Cihlář (14/0),
Josef Hnaníček (24/0),
Roman Hříbek (24/0),
Todor Jonov (27/1),
Luděk Juhaňák (1/0),
Domagoj Krajačić (2/1),
Dominik Krhut (16/1),
Matúš Lacko (28/2),
Tomáš Lukáš (22/0),
Dominik Mandula (13/1),
Zdeněk Mička (15/0),
Jan Mudra (12/1),
Daniel Odehnal (1/1),
Tomáš Okleštěk (20/5),
Milan Pacanda (16/3),
Lukáš Podzemský (8/1),
Jakub Rolinc (11/1),
Ondřej Sukup (23/0),
David Šmahaj (5/0),
Roman Švarc (7/0),
Radomír Trnovec (12/0),
Václav Vašíček (26/10),
Jiří Zifčák (27/0) –
trenér Bohumil Smrček, asistent Michal Sobota

### FK Fotbal Třinec
Václav Bruk (2/0/1),
Martin Lipčák (28/0/7) –
Ondřej Byrtus (8/0),
Miroslav Ceplák (23/1),
Pavel Eismann (11/0),
Tomáš Gavlák (28/4),
František Hanus (17/1),
Michael Hupka (20/1),
Petr Joukl (22/3),
Radek Kuděla (30/0),
Petr Lisický (17/0),
Pavel Malíř (27/5),
Martin Maroši (26/2),
Tomáš Matoušek (26/3),
Petr Nekuda (26/4),
Jiří Pešek (5/1),
Martin Pospíšil (15/0),
Daniel Rehák (23/0),
Patrik Siegl (11/1),
Igor Súkenník (8/1),
Martin Surynek (28/4),
Radek Szmek (11/0),
Marek Švábík (1/0) –
trenéři Ľubomír Luhový (1.–21. kolo), Alois Grussmann (22.–26. kolo) a Miroslav Kouřil (27.–30. kolo)

## Rozdělení týmů podle krajů
- Praha: FK Bohemians Praha, AC Sparta Praha „B“
- Středočeský kraj: FC Graffin Vlašim, FK Čáslav
- Vysočina: FC Vysočina Jihlava
- Karlovarský kraj: FK Baník Sokolov
- Jihočeský kraj: FC MAS Táborsko (do ledna FK Spartak MAS Sezimovo Ústí)
- Ústecký kraj: FK Ústí nad Labem, FK Varnsdorf, FK Baník Most
- Jihomoravský kraj: FC Zbrojovka Brno, 1. SC Znojmo
- Zlínský kraj: FC Tescoma Zlín
- Moravskoslezský kraj: MFK OKD Karviná, FK Fotbal Třinec, Slezský FC Opava